# Корте (Маса-Карара)
Корте (итал. Corte) је насеље у Италији у округу Маса-Карара, региону Тоскана.
Према процени из 2011. у насељу је живело 38 становника. Насеље се налази на надморској висини од 337 м.